# Дейок
Дейок (Даюкку) (мід. *Dahyuka; асир. Da-a-a-uk-ku) — напівлегендарний політичний діяч, згідно з класичною традицією («Історії» Геродота), правитель Мідії кінця VIII ст. до н. е. Також відомий з низки ассирійських написів. Іранське *Dahyu-ka-, зменшувальна форма, що базується на *dahyu- «земля».

## Згадка в Історіях Геродота
У детальному описі, наданому Геродотом, Дейок займає чільне місце не лише як засновник Мідійської держави та імперії, але й як прототип східного монарха. Його ідентифікують як сина Фраорта, батька Фраорта, діда Кіаксара та прадіда останнього мідійського правителя Астіага (інших підтверджень немає). Геродот, який наводить точні дати для всіх мідійських царів, каже, що Дейок правив 53 роки. Однак його опис має мало історичних фактів. Стверджують, що він базується на іранській усній традиції або відображає «індоіранську космологічну модель», але набагато правдоподібніше його пояснюють як частину грецького політичного дискурсу про те, як виникло автократичне царювання. За словами Геродота, у беззаконному та малоструктурованому суспільстві мідійців Дейок почав здійснювати правосуддя. Він здобув репутацію неупередженого судді, а потім пішов у відставку, і беззаконня знову поширилося. Нещасні мідяни зібралися та обрали його царем, після чого Дейок негайно вжив заходів для збереження свого становища. Він збудував Екбатану (мід. *hagmatāna — укр. місце зібрань, та у ассирійців мало назву Біт-Дайаукку), місто, укріплене сімома концентричними стінами та палацом у його центрі. Таким чином, Дейок розробив автократичну структуру. У цій структурі цар повністю відокремлений від свого народу: його оточують охоронці, і до нього можна підійти лише за придворним церемоніалом, який, як кажуть, запровадив Дейок. Він відрізняється від своїх підданих, якими він керує через «спостерігачів і слухачів» по всьому своєму королівству.
Ця історія відображає грецький погляд V ст. до н. е. на царювання Ахеменідів та його походження. Дейока не можна вважати історичною фігурою, хоча робилися спроби пов'язати його з мідійськими міськими володарями, які носили подібні імена (Даюкку, Дайку, Дасукку), про яких свідчать неоассирійські джерела кінця VIII ст. до н. е.. Лише наприкінці VII ст. до н. е. мідійська держава виникла як вільна конфедерація племен, коли мідійці скинули ассирійське панування та під керівництвом Кіаксара завоювали ассирійські столиці.

## Згадка в ассирійських джерелах
Низка написів ассирійського царя Саргона II згадує дрібного правителя, що був залежним від царя  Манни, яке, в свою чергу, перебувало у васальній залежності від Ассирії. Отже, Даюкку у 715 р до н. е. зрадив маннейського царя та пристав до царя Урарту Руси I, виславши до почту останнього свого сина як заручника. Після тотальної поразки урартів від ассирійців, Даюкку разом з родиною було виселено за наказом Саргона до міста Хамат у Сирії. В іншому написі згадується поселення Біт-Дайаукку, яке перекладається з ассирійської як «Дім Дайаукку».

## Згадка Дейока в Анналах Саргона ІІ
- Написи II та V у залі палацу у Дур-Шаррукіні.[11]

(75) … У рік сьомий мого панування Руса Урартський надумав зраду проти Уллусуну Маннейського та захопив у нього 22 фортеці; він казав брехливі слова та підозру щодо Уллусуну Дайукку, маннейському наміснику, й прийняв заручником сина його.
(139) У рік дев'ятий мого панування я пішов навалою на країни Елліпі, Біт-Дайаукки та Караллу.
- «Урочистий напис»[15]

… Дайукку з родиною його я виселив та оселив у землях Аматту …